# Riedelia hirtella
Riedelia hirtella är en enhjärtbladig växtart som beskrevs av Henry Nicholas Ridley. Riedelia hirtella ingår i släktet Riedelia och familjen Zingiberaceae. Inga underarter finns listade i Catalogue of Life.